# Thomas Jane
Thomas Jane, nome d'arte di Thomas Elliott III (Baltimora, 23 febbraio 1969), è un attore e regista statunitense.

## Biografia
Ancora studente, gli viene offerta la possibilità di lavorare in un film indiano in lingua telugu, Padamati Sandhya Ragam, accetta l'insolita offerta e inizia a girare a Madras in India. Terminata questa esperienza, torna in California, con l'intenzione di continuare la carriera come attore. Recita in alcuni film accreditato come Thomas Elliott, per poi sostituire Elliott con il nome della madre Jane. Recita in piccoli ruoli in film come Buffy - L'Ammazza Vampiri e Il corvo 2, nel 1997 interpreta il ruolo dello scrittore beat Neal Cassady in L'ultima volta che mi sono suicidato al fianco di Keanu Reeves. Successivamente lavora nel film Face/Off - Due facce di un assassino di John Woo, poi recita nei film di Paul Thomas Anderson Boogie Nights - L'altra Hollywood e Magnolia, fino al film bellico di Terrence Malick La sottile linea rossa.
Nel 2002 recita nella commedia La cosa più dolce accanto a Cameron Diaz, ma la vera notorietà gli arriva grazie all'interpretazione in The Punisher tratto dall'omonimo fumetto Marvel. In seguito ha deciso di non interpretare più Frank "Punisher" Castle nel sequel Punisher - Zona di guerra: secondo alcune indiscrezioni ha avuto diversi problemi con la produzione. Nel 2007 lavora con Frank Darabont in The Mist, trasposizione cinematografica del racconto La nebbia di Stephen King. Nel 2009 interpreta il protagonista Ray Drecker nella serie televisiva Hung - Ragazzo squillo. Come regista ha diretto e interpretato nel 2009 il film Dark Country, che non ha trovato la via delle sale ed è uscito solo in DVD. Nel 2012 l'attore produce un cortometraggio indipendente dal titolo Dirty Laundry, incentrato sul personaggio di Frank Castle, già interpretato da Jane nel film The Punisher. Jane torna nei panni di Frank e nel cast compare Ron Perlman.

### Vita privata
È stato sposato con Aysha Hauer, figlia dell'attore Rutger Hauer. Nel giugno del 2006 ha sposato, a Venezia, l'attrice Patricia Arquette, che lo aveva già reso padre di Harlow Olivia Calliope, nata nel 2003. La coppia ha divorziato nel 2011.

## Filmografia

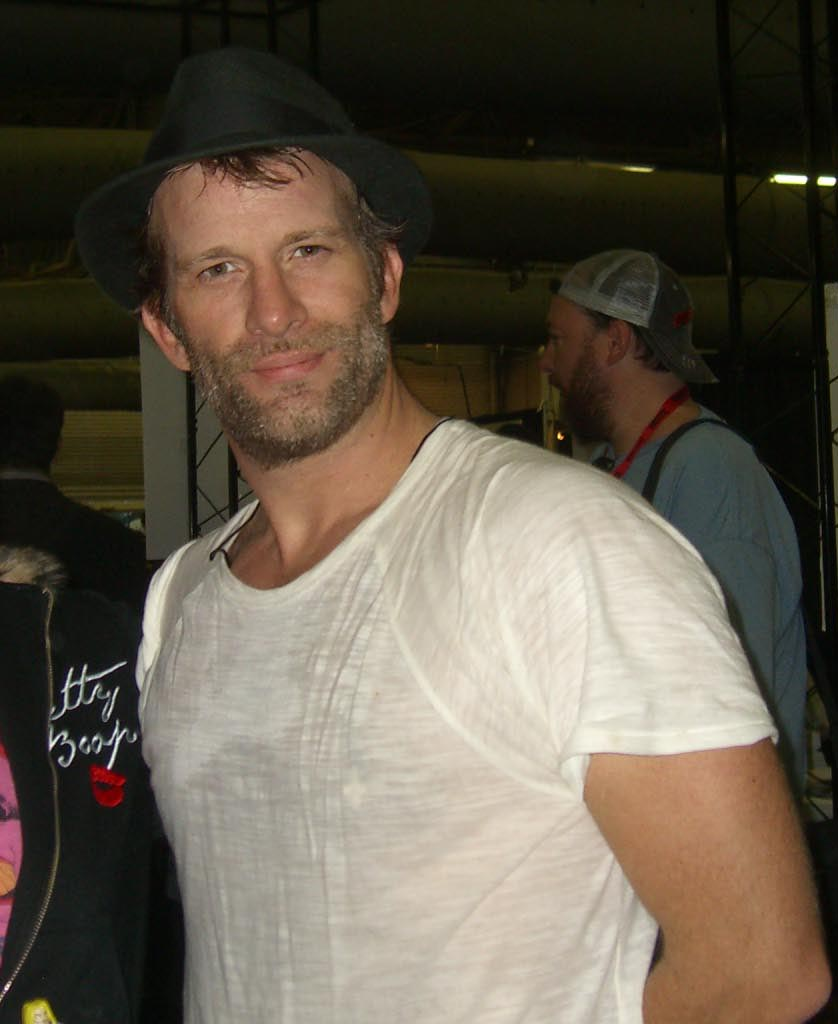
Thomas Jane nel 2009

### Attore

#### Cinema
- Padamati Sandhya Ragam, regia di Jandhyala (1986)
- I'll Love You Forever... Tonight, regia di Edgar Michael Bravo (1992)
- Buffy l'ammazzavampiri (Buffy the Vampire Slayer), regia di Fran Rubel Kuzui (1992)
- Cyborg - La vendetta (Nemesis), regia di  Albert Pyun (1992)
- At Ground Zero, regia di Craig Schlattman (1994)
- Il corvo 2 (The Crow: City of Angels), regia di Tim Pope (1996)
- L'ultima volta che mi sono suicidato (The Last Time I Committed Suicide), regia di Stephen Kay (1997)
- Face/Off - Due facce di un assassino (Face/Off), regia di John Woo (1997)
- Boogie Nights - L'altra Hollywood (Boogie Nights), regia di Paul Thomas Anderson (1997)
- Thursday - Giovedì (Thursday), regia di Skip Woods (1998)
- Amore a doppio senso (The Velocity of Gary), regia di Dan Ireland (1998)
- Nonna trovami una moglie (Zack and Reba), regia di Nicole Bettauer (1998)
- La sottile linea rossa (The Thin Red Line), regia di Terrence Malick (1998)
- Blu profondo (Deep Blue Sea), regia di Renny Harlin (1999)
- Molly, regia di John Duigan (1999)
- Junked, regia di Lance Lane (1999)
- Magnolia, regia di Paul Thomas Anderson (1999)
- Under Suspicion, regia di Stephen Hopkins (2000)
- Jonni Nitro, regia di Thomas Jane (2000)
- Original Sin, regia di Michael Cristofer (2001)
- Eden, regia di Amos Gitai (2001)
- La cosa più dolce... (The Sweetest Thing), regia di Roger Kumble (2002)
- L'acchiappasogni (Dreamcatcher), regia di Lawrence Kasdan (2003)
- Stander - Poliziotto scomodo (Stander), regia di Bronwen Hughes (2003)
- The Punisher, regia di Jonathan Hensleigh (2004)
- The Tripper, regia di David Arquette (2006)
- The Mist, regia di Frank Darabont (2007)
- Killshot, regia di John Madden (2008)
- Mutant Chronicles, regia di Simon Hunter (2008)
- Dark Country, regia di Thomas Jane (2009)
- Scott Pilgrim vs. the World, regia di Edgar Wright (2010)
- I Melt with You, regia di Mark Pellington (2011)
- LOL - Pazza del mio migliore amico (LOL), regia di Lisa Azuelos (2012)
- The Punisher: Dirty Laundry, regia di Phil Joanou – cortometraggio (2012)
- Pawn Shop Chronicles, regia di Wayne Kramer (2013)
- White Bird (White Bird in a Blizzard), regia di Gregg Araki (2014)
- Reach Me - La strada per il successo (Reach Me), regia di John Herzfeld (2014)
- Drive Hard , regia di B.Trenchard-Smith (2014)
- Il labirinto del Grizzly (Into the Grizzly Maze), regia di David Hackl (2015)
- Vice, regia di Brian A. Miller (2015)
- Ombre dal passato (Broken Horses), regia di Vidhu Vinod Chopra (2015)
- Somnia (Before I Wake), regia di Mike Flanagan (2016)
- Standoff - Punto morto (Standoff), regia di Adam Alleca (2016)
- USS Indianapolis (USS Indianapolis: Men of Courage), regia di Mario Van Peebles (2016)
- The Veil - Verità sepolte (The Veil), regia di Phil Joanou (2016)
- 1922, regia di Zak Hilditch (2017)
- Hot Summer Nights, regia di Elijah Bynum (2017)
- The Predator, regia di Shane Black (2018)
- A.X.L - Un'amicizia extraordinaria (A-X-L), regia di Oliver Daly (2018)
- Crown Vic, regia di Joel Souza (2019)
- L'ora della verità (The Vanished), regia di Peter Facinelli (2020)
- Il cacciatore della luna piena (The Orchard), regia di Michael Caissie (2020)
- Money Plane, regia di Andrew Lawrence (2020)
- Run Hide Fight - Sotto assedio (Run Hide Fight), regia di Kyle Rankin (2020)
- Breach - Incubo nello spazio (Breach), regia di John Suits (2020)
- The Last Son, regia di Tim Sutton (2021)
- Apache Junction, regia di Justin Lee (2021)
- Warning, regia di Agata Alexander (2021)
- Vendetta, regia di Jared Cohn (2022)
- Murder at Yellowstone City, regia di Richard Gray (2022)
- Dig, regia di K. Asher Levin (2022)
- Slayers, regia di K. Asher Levin (2022)
- One Ranger, regia di Jesse V. Johnson (2023)
- Bosco, regia di Nicholas Manuel Pino (2024)

#### Televisione
- Hollywood Confidential, regia di Reynaldo Villalobos – film TV (1997)
- Hung - Ragazzo squillo (Hung) – serie TV, 30 episodi (2009-2011)
- Texas Rising – miniserie TV, puntate 02-03 (2015)
- The Expanse – serie TV, 24 episodi (2015-2019)
- Troppo – serie TV, 8 episodi (2022-in corso)

### Regista
- Jonni Nitro (2000)
- Dark Country (2009)

## Doppiatori italiani
Nelle versioni in italiano delle opere in cui ha recitato, Thomas Jane è stato doppiato da:
- Francesco Prando in Under Suspicion, The Punisher, Mutant Chronicles, Somnia
- Riccardo Rossi in Molly, L'acchiappasogni, The Mist
- Andrea Lavagnino in Hung - Ragazzo squillo, White Bird, 1922
- Oreste Baldini in L'ultima volta che mi sono suicidato, La cosa più dolce
- Pino Insegno in Original Sin, Standoff - Punto morto
- Loris Loddi in The Veil - Verità sepolte, The Predator
- Mimmo Strati in Crown Vic, Breach - Incubo nello spazio
- Luigi Ferraro ne La sottile linea rossa
- Alessandro Messina in The Tripper
- Fabrizio Manfredi in Amore a doppio senso
- Massimo Rossi in Blu profondo
- Vittorio De Angelis in Boogie Nights - L'altra Hollywood
- Roberto Draghetti in Face/Off - Due facce di un assassino
- Stefano Benassi ne Il corvo 2
- Massimo De Ambrosis in Killshot
- Gianni Bersanetti in Eden
- Luca Semeraro in Thursday - Giovedì
- Mauro Magliozzi in Scott Pilgrim vs. the World
- Massimo Lodolo in LOL - Pazza del mio migliore amico
- Alessio Cigliano in Texas Rising
- Andrea Ward in The Expanse
- Saverio Indrio in USS Indianapolis
- Enrico Di Troia in A-X-L - Un'amicizia extraordinaria
- Alberto Angrisano in Il labirinto del Grizzly
- Fabrizio Russotto in Vendetta
- Donato Sbodio ne L'ora della verità
- Maurizio Merluzzo ne Il corvo 2 (ridoppiaggio)